# 395

## Události
- 17. ledna - Po smrti císaře Theodosia I. byla vláda v římské říši rozdělena mezi jeho syny Arcadia, který vládl na východě, a Honoria, který se stal císařem na západě. To položilo základy k rozdělení impéria na říši východořímskou (Byzanc) a západořímskou.[1]

## Narození
- Attila – některé zdroje uvádějí také rok 406 († 453)

## Úmrtí
- 17. ledna – Theodosius I., římský císař (* 11. ledna 347)
- 27. listopadu – Flavius Rufinus, rádce císaře Arcadia (zavražděn) (* ?)
- Decimus Magnus Ausonius, římský básník (* 310)

## Hlavy států
- Papež – Siricius (384–399)
- Římská říše – Theodosius I. (východ) (379–395)
- Východořímská říše – Arcadius (395–408)
- Západořímská říše – Honorius (395–423)
- Perská říše – Bahrám IV. (388–399)
- Vizigóti – Alarich I. (395–410)